# 焦勝漢
焦騰漢（1708年—1778年），字淩霄，甘肅會寧縣偏南里（今白银市会宁县翟家所乡）人。清朝將領，同武進士出身。
焦景竑之子。乾隆二年（1737年）丁巳恩科第三甲第一名武進士。授官藍翎侍衛。後出官山東膠州營副將。乾隆二十六年（1761年），任貴州安籠總兵。乾隆三十五年（1770年），官四川建昌鎮總兵。

## 外部連結
- 焦騰漢[] 中研院史語所
- 焦騰漢 中國會寧